# 耶稣，世人仰望的喜悦
耶稣，世人仰望的喜悦是巴赫清唱套曲作品《心、口、行止與生活》（德語：Herz und Mund und Tat und Leben，作品号BWV 147）的第十乐章。巴赫在德国莱比锡的第一年（1723年）里作了这首合唱乐章，这也是其最长的作品之一。
英格兰钢琴家迈拉·赫斯在1926年将其改编成钢琴独奏，之后又在1934年改编成钢琴二重奏。英国管风琴家彼特·赫福德也曾将其改编成管风琴伴奏的合唱乐章。今天，这首曲子经常在婚礼上被缓慢而庄严地演奏，尽管背离了巴赫原曲中小号、双簧管、弦乐和数字低音想要表现的风格。

## 外部連結
- 康塔塔，BWV 147的免费乐谱，来自Cantorion.org
- 康塔塔，BWV 147：国际乐谱典藏计划上的乐谱
- 德语原版 （页面存档备份，存于）及英语翻译版 （页面存档备份，存于），牛津大学萨默维尔学院合唱团，YouTube